# Alan Bush
Pour les articles homonymes, voir Bush.
Alan Dudley Bush (né le 22 décembre 1900 à Londres – mort le 31 octobre 1995 à Watford) est un pianiste et compositeur britannique. Communiste convaincu, son engagement politique occupait une place prépondérante dans sa musique.

## Biographie
Né à Dulwich en Londres, il étudia le piano, l'orgue et la composition à l'Académie Royale de Musique de Londres de 1918 à 1922,, puis la composition avec John Ireland et le piano avec Benno Moiseiwitsch et Artur Schnabel,.
De 1929 à 1931, il fit des études de philosophie et de musicologie à l'université de Berlin,.
De 1925 à 1978, il a enseigné à l'Académie Royale de Musique.
Sa formation académique, en particulier à Berlin, l'a mis en contact avec des artistes socialistes bien connus de traditions différentes, tel que Bertolt Brecht, Kurt Weill et Hanns Eisler.
Sa musique se caractérise par un aspect néo-modal, et une vigueur certaine, nourrie des idées esthétiques issues du marxisme[pas clair].

## À noter
Michael Nyman a été son élève.

## Œuvres
Opéras
- Wat Tyler (1948–50)
- Men of Blackmoor (1954–55),

Musique symphonique
- Concerto pour piano qui contient un texte communiste chanté par un chœur d'hommes dans le dernier mouvement
- Quatre symphonies
  - nº 1 en ut
  - nº 2, The Nottingham
  - nº 3, Byron Symphony
  - nº 4, Lascaux Symphony
- Variations, Nocturne and Finale on an English Sea-song, Op. 60, pour piano et orchestre
- Songs of the Doomed

## Source
- (en) Cet article est partiellement ou en totalité issu de l’article de Wikipédia en anglais intitulé « Alan Bush » (voir la liste des auteurs).